# Jacques Balmat
Jacques Balmat (asi 19. ledna 1762 Chamonix-Mont-Blanc – září 1834 Sixt-Fer-à-Cheval) byl savojský horal. Původně se živil lovem kamzíků a sběrem křišťálů, pak se dozvěděl o finanční odměně, kterou vypsal Horace-Bénédict de Saussure pro člověka, který jako první zdolá vrchol Mont Blancu. V červnu a v červenci 1786 podnikl dva pokusy, které nebyly korunovány úspěchem, ale objevil při nich nejschůdnější cestu. Pak se domluvil na společném postupu s lékařem ze Chamonix Michelem-Gabrielem Paccardem, 7. srpna vyrazili přes Dôme du Goûter a na nejvyšší hoře Alp stanuli 8. srpna 1786 po šesté hodině večer.
Za svůj výkon obdržel od krále Viktora Amadea III. titul Balmat du Mont-Blanc, napsal o něm také knihu. Později podnikl ještě nejméně deset výprav na Mont Blanc, v roce 1787 doprovodil na vrchol samotného Saussura (při této příležitosti provedl Saussure měření a oznámil, že Mont Blanc je vysoký 4775 metrů, což se příliš neliší od skutečné výšky 4809 metrů) a v roce 1811 vedl skupinu, v níž byla první ženská přemožitelka hory Marie Paradisová. Byl zvolen chamonixským radním, pokoušel se jako první v kraji pěstovat ovce plemene merino. Ve věku sedmdesáti dvou let zmizel při hledání zlata v okolí hory Grand Mont Ruan (pravděpodobně se zřítil do skalní průrvy, tělo nebylo nikdy nalezeno). V Chamonix se nachází pomník znázorňující Balmata se Saussurem.